# Хайеде
Хайеде (перс. هایده‎), настоящее имя — Масума Дадебала (перс. معصومه دده‌بالا‎; 10 апреля 1942, Тегеран — 20 января 1990, Сан-Франциско) — иранская певица (контральто). Одна из наиболее популярных иранских певиц XX века.

## Начало карьеры
Родилась 10 апреля 1942 года в городе Тегеран, столице Ирана. Старшая сестра иранской певицы Махасти.
Профессиональная карьера Хайеде началась в 1968 году с исполнения персидской народной музыки в программе «Голхо-е Рангоранг» Тегеранского радио.
Первым хитом певицы стала исполненная в 1968 году песня «Азадэ» (музыка Али Таджвиди, слова Раги Моаери).
В 1970-х годах певица постепенно отошла от народной музыки, а в ее репертуаре стали преобладать композиции в жанре поп и фолк-поп. Среди известных иранских композиторов, с которыми сотрудничала певица, важное место занимают Фиридун Хошнуд, Джаганбахш Пазуки, Анушираван Рухани и Мохаммад Хейдари. Песни «Безан тар», «Голе сангам», «Новруз омад», «Соугати» стали визитными карточками певицы.

## После Исламской революции
29 августа 1978 года, незадолго до Исламской революции в Иране, Хайеде иммигрировала в Великобританию. Прожив там до 1982 года, певица переехала в США, где продолжила свою творческую карьеру.
В 1982 году Хайеде поселилась в Лос-Анджелесе, где и прожила до конца жизни. Подъем иранской диаспоры, бежавшей из Ирана в Южную Калифорнию, значительно поспособствовал карьерному росту певицы.
В эмиграции Хайеде выпустила большое количество альбомов, пользовавшихся особой популярностью у иранских эмигрантов — «Рузайе Рошан», «Ферьяд», «Зендеги» и многие другие.

## Смерть и память
Певица долгие годы страдала от диабета и гипертонии. 20 января 1990 года, через несколько часов после концерта в Сан-Франциско, Хайеде умерла в результате сердечного приступа. Похоронена на Вествудском кладбище.
Иранский пианист и журналист Пейман Акперзаде снял документальный фильм о Хайеде, впервые показанный в январе 2009 года в Амстердаме. Премьера фильма в США состоялась в мае 2009 года на кинофестивале Нур (Лос-Анджелес), номинирован на звание «лучшего документального фильма фестиваля».